# Opisthoncus eriognathus
Opisthoncus eriognathus là một loài nhện trong họ Salticidae.
Loài này thuộc chi Opisthoncus. Opisthoncus eriognathus được Tord Tamerlan Teodor Thorell miêu tả năm 1881.